# Касина Валсасина
Касѝна Валса̀сина (на италиански: Cassina Valsassina, на западноломбардски: Casìna, Касина) е село и община в Северна Италия, провинция Леко, регион Ломбардия. Разположено е на 849 m надморска височина. Населението на общината е 476 души (към 2014 г.).